# Gorafe (ort)
Gorafe är en ort i Spanien.   Den ligger i provinsen Provincia de Granada och regionen Andalusien, i den södra delen av landet, 300 km söder om huvudstaden Madrid. Gorafe ligger 859 meter över havet och antalet invånare är 534.
Terrängen runt Gorafe är kuperad åt nordost, men åt sydväst är den platt. Terrängen runt Gorafe sluttar norrut. Runt Gorafe är det ganska glesbefolkat, med 27 invånare per kvadratkilometer. Närmaste större samhälle är Cuevas del Campo, 17,3 km nordost om Gorafe. Trakten runt Gorafe består till största delen av jordbruksmark.